# Cecil Rhodes
(Cecil Rhodes)
(Cecil Rhodes)
Cecil John Rhodes (Bishop's Stortford, 5 luglio 1853 – Muizenberg, 26 marzo 1902) è stato un imprenditore e politico britannico, celebre per il ruolo che ebbe nell'evoluzione storica dell'Africa coloniale.
Cecil Rhodes fu un abile uomo d'affari e costruì la sua enorme fortuna sfruttando le ricchezze naturali dell'Africa meridionale. La sua sete di ricchezza è ben rappresentata da una sua celebre frase: "tutte quelle stelle... quegli immensi mondi che restano fuori dalla nostra portata. Se potessi, annetterei altri pianeti" (all of these stars... these vast worlds that remain out of reach. If I could, I would annex other planets).
A lui fu intitolata la colonia britannica della Rhodesia (oggi la parte settentrionale Zambia e la parte meridionale Zimbabwe).
Fu Primo Ministro della Colonia del Capo dal 1890 al 1896. Benché i suoi atteggiamenti coloniali e il suo razzismo, culturale e non "biologico", abbiano gettato le basi del futuro apartheid in vigore fino al 1991 in Sudafrica, la sua figura non fu ben vista dall'etnia bianca maggioritaria afrikaner boera a causa del suo supporto agli inglesi sudafricani contro le repubbliche boere nella seconda guerra anglo-boera, al punto che nel 1950 un gruppo di studenti bianchi chiese la rimozione della statua presente all'Università di Città del Capo.

## Biografia

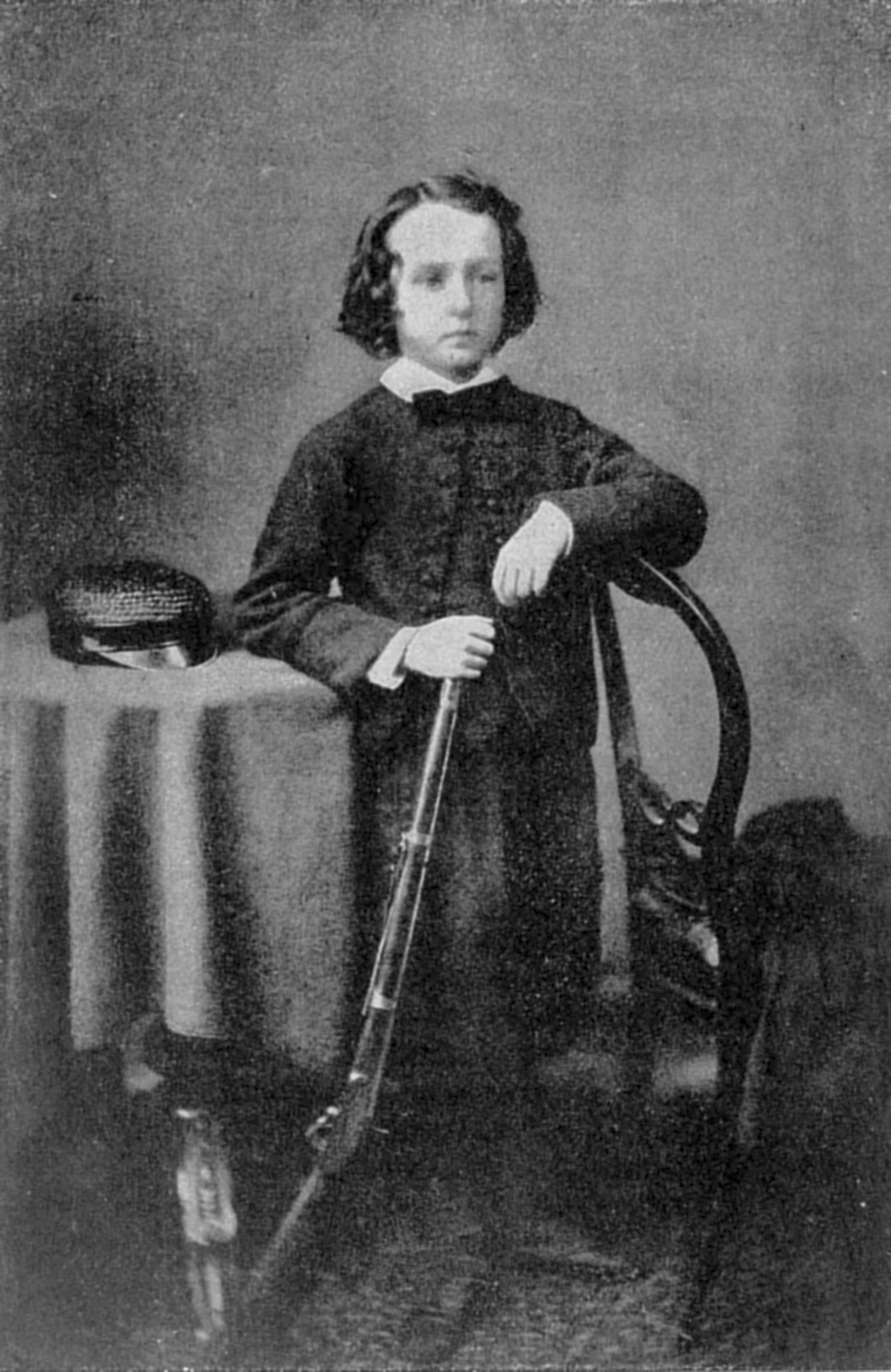
Rhodes da bambino

La casa natale di Rhodes oggi parte del Bishop's Stortford Museum

Rhodes era figlio di Francis William Rhodes, vicario della Chiesa anglicana presso la chiesa di St. Michael, e di Louisa Peacock Rhodes. Aveva tre fratelli: Arthur, Herbert e Frank. A causa di una malattia polmonare, gli fu consigliato di andare a trascorrere un periodo da suo fratello, che aveva una coltivazione di cotone nel Natal, nella valle di Umkomaas. Rhodes giunse a Durban il 1º settembre 1870, portando con sé 3000 sterline. Qui cominciò a fabbricare e vendere pompe idrauliche ai minatori attirati dalla corsa ai diamanti.
In breve tempo, Rhodes dimostrò di essere uno straordinario uomo d'affari. Investì gran parte del suo denaro nell'industria in concessioni minerarie per l'estrazione dei diamanti a Kimberley dando vita alla multinazionale De Beers nel 1888, inoltre creò la Rhodes Fruit Farms nel distretto di Stellenbosch. A 23 anni era già così ricco da potersi permettere di finanziare la costruzione della ferrovia fra Città del Capo e Kimberley.
Nel 1873 tornò in Inghilterra per completare gli studi all'Oriel College (Università di Oxford), dove strinse anche nuove amicizie importanti sul piano politico. Tra l'altro, entrò a far parte di una loggia massonica, l'Apollo University Lodge, che sceglieva i suoi membri tra gli studenti e gli insegnanti, appartenente alla Gran Loggia Unita d'Inghilterra; in seguito, però, deluso dalla mancanza di iniziative della massoneria, fondò una propria società segreta con l'obiettivo esplicito di estendere il predominio britannico sul mondo intero.

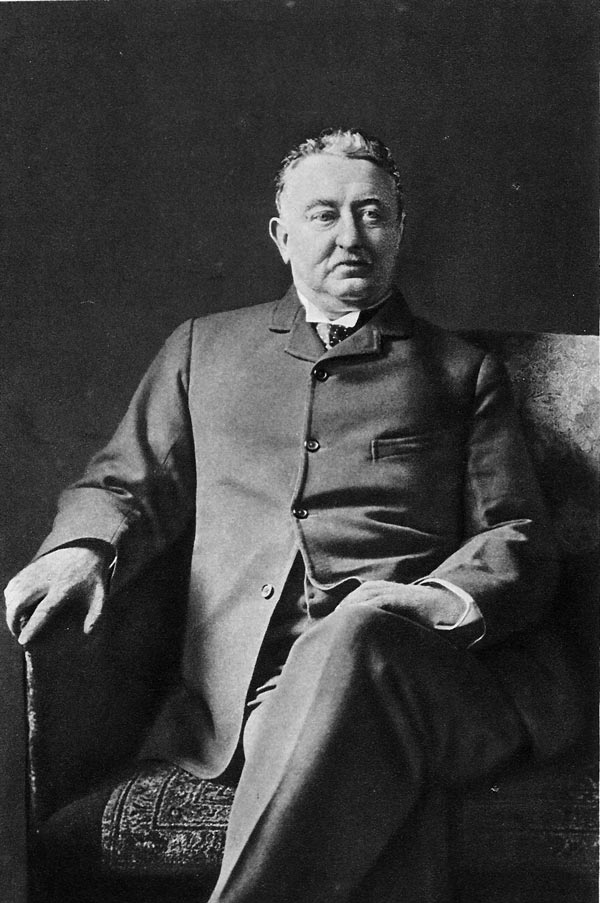
Cecil Rhodes

Tornato in Africa, Rhodes attraversò anni di attività fervente, estendendo ancora il proprio predominio economico nel settore minerario fino ad arrivare alla scalata della principale società concorrente, acquisita al prezzo di 5 milioni di sterline (circa 500 milioni di euro odierni). A 35 anni, Rhodes controllava il 90% del mercato dei diamanti del mondo e aveva iniziato a espandersi anche in quello dell'oro.

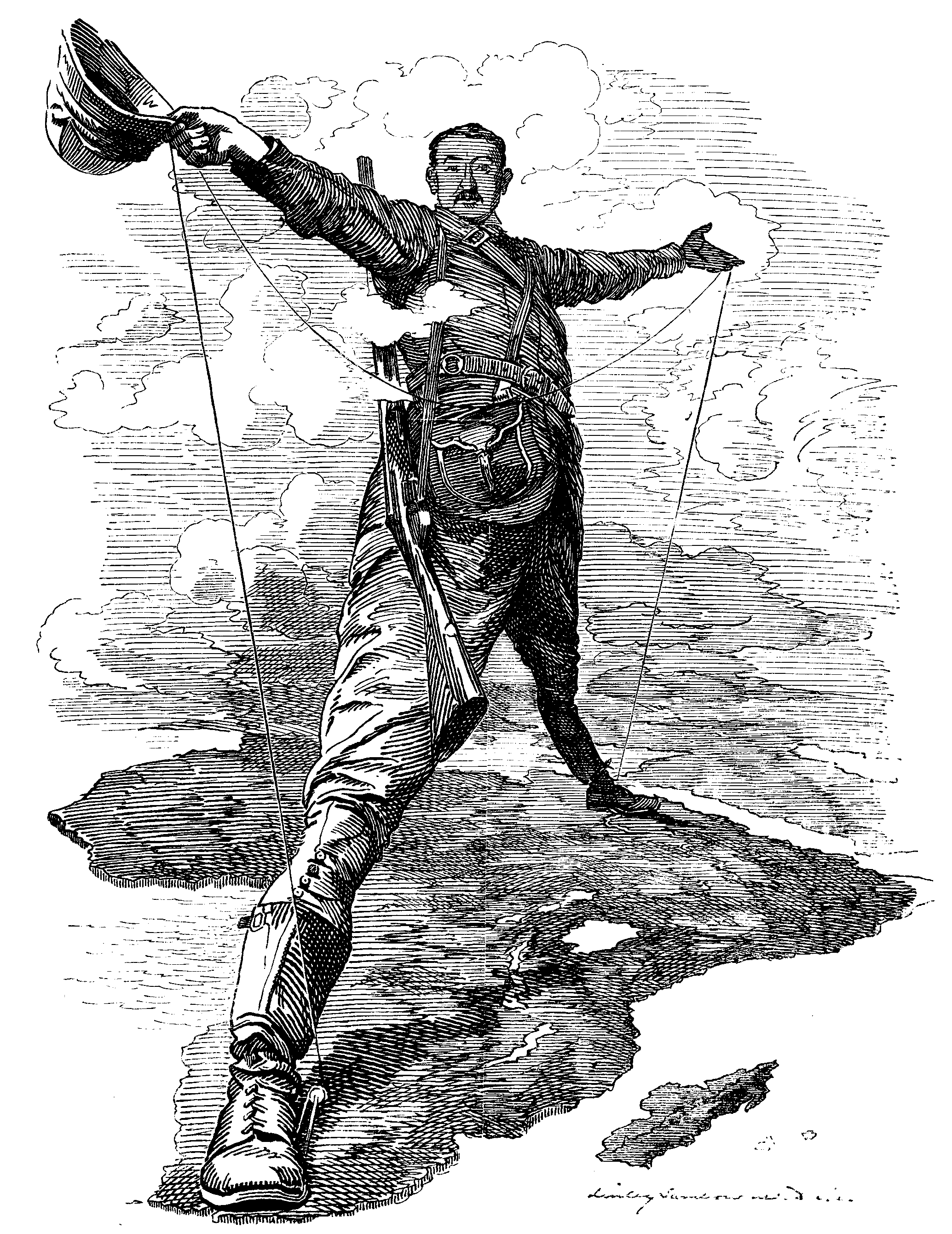
The Rhodes Colossus: Cecil Rhodes, ritratto come il colosso di Rodi (in inglese Colossus of Rhodes), intento a connettere tra loro le colonie britanniche in Africa dal Cairo al Capo. Vignetta pubblicata su Punch nel 1892

Deciso a usare la propria ricchezza per estendere il controllo britannico in Africa, Rhodes aveva fondato nel 1889 la British South Africa Company (BSAC), una compagnia commerciale dotata di una sorta di esercito privato. Pronto a usare in uguale misura la forza, il denaro e l'inganno, Rhodes si apprestò a creare un impero personale a nord del Sudafrica. Munito di una concessione del governo britannico ottenne di amministrare i territori ad ovest del Mozambico ed a nord del Transvaal. In Zambia, finanziò le guerre degli inglesi contro i boeri che si conclusero con un massacro di Afrikaner. In Zimbabwe stipulò un trattato truffaldino con il re Lobengula, sottraendogli il controllo di tutte le risorse minerarie del paese in cambio di pochi fucili e un vecchio battello a vapore. Nel 1890 fondò la città di Salisbury, oggi Harare, capitale dello Zimbabwe, come forte della forza mercenaria "Pioneer Column".
Nel 1890 Rhodes divenne Primo Ministro della Colonia del Capo e si dedicò a legiferare in favore dell'industria mineraria. Introdusse tra l'altro il Glen Grey Act, che costituiva una giustificazione legale all'allontanamento dei neri dalle loro terre a favore dello sviluppo industriale. Mentre deteneva quella carica, Rhodes riuscì a diventare amministratore ufficiale della futura Rhodesia, ovvero di gran parte degli odierni Zambia e Zimbabwe. Mark Twain, che ebbe a occuparsi di Rhodes in Following the Equator, disse: "Rhodesia è il nome giusto per quella terra di pirateria e di saccheggio, ed è il nome giusto per gettare del fango su di essa".
La politica imperialista di Rhodes era disturbata soprattutto dal governo del Transvaal, guidato dal suo acerrimo nemico Paul Kruger. Nel 1895 Rhodes finanziò il raid di Jameson, un'azione militare di un corpo di mercenari comandato da Leander S. Jameson, volta a rovesciare la Repubblica del Transvaal e porla sotto il controllo del Capo. L'azione fallì, la verità emerse e Rhodes dovette abbandonare l'incarico di Primo Ministro. Quell'anno Rhodes avrebbe affermato:
Durante la seconda guerra boera del 1899, Rhodes diede un decisivo aiuto alle forze armate britanniche.
Rhodes non si sposò mai, dicendo di avere "troppo lavoro da fare" e che non sarebbe stato un marito ligio al suo dovere. Storici successivi come Robin Brown hanno suggerito che Rhodes fosse un omosessuale e che avesse una storia sentimentale con il suo segretario privato, Neville Pickering, suo erede universale ma che morì di setticemia prima di lui, assistito da Rhodes stesso. Altri hanno detto che fosse semplicemente un misogino o addirittura un pedofilo; nei suoi ultimi anni ebbe a che fare con un'avventuriera senza scrupoli, la principessa polacca Caterina Radziwiłł, che sostenne di aver ricevuto da Rhodes una promessa di matrimonio non mantenuta. Rhodes dovette difendersi in tribunale, ma le accuse della Radziwiłł si dimostrarono false.
Rhodes morì pochi anni dopo, il 26 marzo 1902. Lasciò quasi tutta la sua immensa fortuna alla "Rhodes Scholarship", una fondazione che fornisce borse di studio per studiare a Oxford ai giovani promettenti di tutti i paesi del Commonwealth. Questa scelta è coerente con la visione di Rhodes del principio del Rule Britannia e con l'idea della supremazia intellettuale dell'élite di Oxford.